# Траншейная артиллерия
Траншейная артиллерия — устаревший военный термин, который обозначал всю совокупность артиллерийских огневых средств, используемых в позиционной войне для стрельбы из траншей на небольшие дистанции (от 100 до 3000 метров), преимущественно навесным огнём.
Термин траншейная артиллерия обязан своим возникновением своеобразию боевых действий на фронтах Первой мировой войны, однако он употреблялся и некоторое время после её окончания.
В разряд траншейной артиллерии относят прежде всего миномёты и бомбомёты с мощными боеприпасами и возможностью вести огонь навесом, а также ряд специфических малокалиберных орудий, которые предназначались для сопровождения пехоты в наступлении — подавления пулемётных гнёзд противника.
Как правило, образцы траншейной артиллерии были просты в обращении, могли устанавливаться в траншейных пулемётных площадках, обладали небольшой массой и могли обслуживаться пехотным личным составом.
В Русской императорской армии наибольшее распространение получили 47-мм и 58-мм миномёты Лихонина и Дюмезиля, 90-мм бомбомёт ГР, 37-мм пушка образца 1915 года. Для каждого пехотного полка была установлена норма траншейной артиллерии, которая состояла из четырёх миномётов, восьми бомбомётов и четырёх артиллерийских орудий. Она стала прообразом появления батальонной и полковой артиллерии, которых к началу Первой мировой войны в российских войсках ещё не существовало.